# Майстер і Маргарита (рок-опера)
«Майстер і Маргарита» (рос. Мастер и Маргарита) — рок-опера російського композитора Олександра Градського за однойменним романом Михайла Булгакова. За авторським визначенням — «опера в двох діях і чотирьох картинах».
На сцені поставлена не була, існує у вигляді єдиного аудіозапису 2009 року. В записах брали участь відомі російські виконавці.

## Дійові особи та виконавці
- Майстер, Ієшуа, Воланд, Кіт Бегемот — Олександр Градський
- Маргарита — Олена Мініна
- Іван Бездомний, Левій Матвій — Михайло Серишев
- Коров'єв (Фагот) — Микола Фоменко
- Азазелло — Олексій Хабаров
- Гелла — Лоліта Мілявська
- Пілат, римський прокуратор — Андрій Лефлер
- Каіфа, первосвященик — Йосип Кобзон
- Афраній — Володимир Маторин
- Секретар Пілата — Максим Кучеренко
- Кентуріон Щуролуп — Олексій Петренко
- Михайло Олександрович Берліоз — Михайло Котляров
- Наташа, прислуга Маргарити — Оксана Біленька
- Микола Іванович ("Борів") — Володимир Качан
- Дружина Миколи Івановича — Любов Казарновська
- Буфетник Соколов — Андрій Макаревич
- Алоізій Могарич — Олексій Конкін
- Сусід Алоізія, він же Контролер — Олександр Кутіков
- Никонор Іванович Босий — Валерій Золотухін
- Аннушка — Юлія Рутберг
- Доктор Стравінський — Олександр Розенбаум
- Медсестра — Тетяна Анциферова
- Жорж Бенгальський, конферансьє — Федір Чеканов
- Римський — Дмитро Рябцев
- Редактор — Аркадій Арканов
- Непремьонова — Оксана Кочубей
- Ариман — Володимир Зельдін
- Лавров — Максим Леонідов
- Латунский — Олексій Кортнєв
- Лапшеннікова — Олена Камбурова
- Семплеяров — Олег Табаков
- Дружина Семплеярова — Людмила Касаткіна
- "Родичка" Семплеярова — Лариса Голубкіна
- Шофер — Григорій Лепс
- Хатня робітниця драматурга Кванта — Марія Градська
- Хвтня робітниця Латунского — Ніна Резник
- Фріда — Дар'я Молчанова
- Тофана — Марина Коташенко
- Малюта — Олександр Раппопорт
- Жак, алхімік — Олександр Лебедєв
- Малюк — Міша Ільїн-Адаєв
- Чоловік у Вар'єте — Сосо Павліашвілі
- Продавчиня в кіоску — Наталя Усатюк
- Арчибальд Арчибальдович — Ігор Радов
- Слідчий — Тарас Калиниченко
- Начальник карного розшуку — Олександр Буйнов
- Дільничний — Всеволод Шиловський
- Опер — Костянтин Воробйов
- Черговий в міліції — Юрій Рахманін
- Чергова в "Грибоєдові" — Марина Лях
- Вахтер в "Грибоєдові" — Леонід Ярмольник
- Черговий в "Торгзіні" — Євген Маргуліс
- Продавець у "Торгзіні" — Євген Болдін
- Продавчиня в "Торгзіні" — Амалія Мордвинова
- Покупець у "Торгзіні" — Геннадій Хазанов
- Дідок у "Торгзіні" — Георгій Мілляр
- Палосіч — Віктор Глазков